# Сентенијал Парк (Аризона)
Сентенијал Парк (енгл. Centennial Park) насељено је место без административног статуса у америчкој савезној држави Аризона.

## Демографија
По попису из 2010. године број становника је 1.264.
| Група             | 2000.    | 2010.         |
| Белци             | 0 (0,0%) | 1.186 (93,8%) |
| Афроамериканци    | 0 (0,0%) | 3 (0,2%)      |
| Азијати           | 0 (0,0%) | 2 (0,2%)      |
| Хиспаноамериканци | 0 (0,0%) | 65 (5,1%)     |
| Укупно            | 0        | 1.264         |